# Martin Lüscher (Physiker)
Martin Lüscher (* 3. August 1949 in Bern) ist ein Schweizer theoretischer Physiker, der sich vor allem mit numerischer Quantenchromodynamik (Gittereichtheorie) beschäftigt.

## Leben
Lüscher studierte an der Universität Bern und der Universität Hamburg, wo er promoviert wurde. Er arbeitete ab den 1970er Jahren am DESY in Hamburg und war in Hamburg Professor für Theoretische Physik. Seit 1999 ist er am CERN. Lüscher ist eine der treibenden Kräfte im Ausbau der «Quantenchromodynamik auf dem Gitter». Unter anderem fand er 1991 mit Peter Weisz und Ulrich Wolff ein neues rekursives Verfahren, das grosse Gitter vermeidet und Studien auf vielen Längenskalen ermöglicht (Non Perturbative Renormalization-Group). In den 1980er Jahren entwickelte er mit Weisz «improved actions» für Gittereichtheorien (bei denen eine Vielzahl von Gittervarianten der Kontinuumswirkungen verwendet wird), die bessere Konvergenzeigenschaften im Kontinuumslimes haben.
2000 erhielt er die Max-Planck-Medaille der Deutschen Physikalischen Gesellschaft, 2004 den Heinrich-Greinacher-Preis der Universität Bern und 2025 den High Energy and Particle Physics Prize.

## Schriften
- Von den Pionen zu den fundamentalen Parametern der QCD. In: Physikalische Blätter. Nr. 7/8, 2000 (Rede zur Verleihung des Planck-Preises).
- Chiral gauge theories revisited. Erice Lectures, 2000, arxiv:hep-th/0102028.
- A Portable High-Quality Random Number Generator for Lattice Field Theory Simulations. 1993, arxiv:hep-lat/9309020.
- Advanced Lattice QCD. Les Houches Lectures, 1997, arxiv:hep-lat/9802029.